# تو فيت (مغني)
زاكاري ويليام "بيل" داس (بالإنجليزية: Zachary William Bill Dass)‏ ويلقب بـ تو فيت (بالإنجليزية: Two Feet)‏ (ولد في 21 يونيو 1993، مانهاتن، الولايات المتحدة) هو مغن وكاتب أغاني ومنتج وعازف أمريكي.
ولد في الولايات المتحدة في مانهاتن وترعرع في نيويورك حيث أصدر اول أغانيه قبل إصدار موقع ساوند كلاود.